# Städtische Riemerschmid-Wirtschaftsschule München

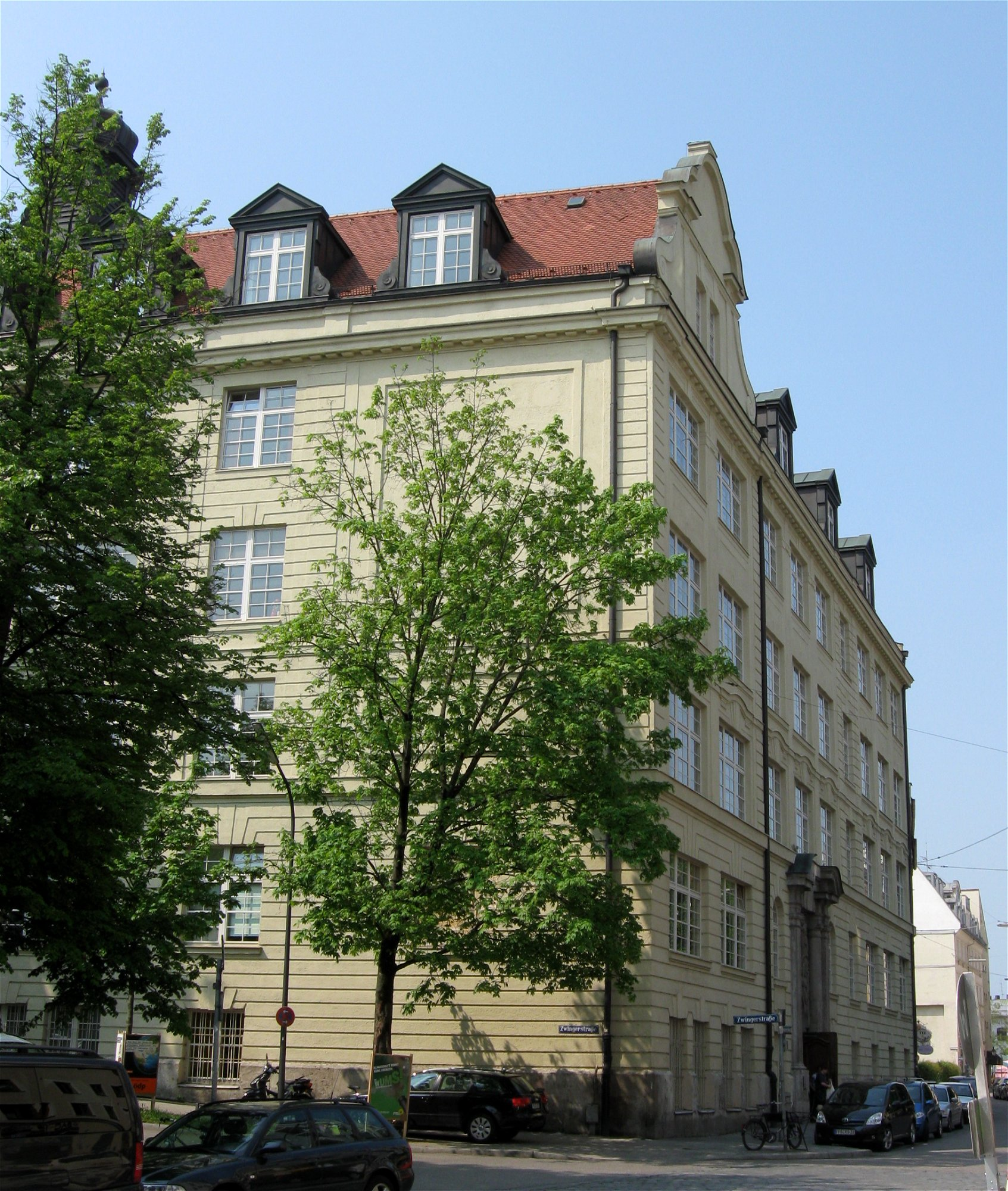
Städtische Riemerschmid-Wirtschaftsschule

Die Städtische Riemerschmid-Wirtschaftsschule in München ist eine Wirtschaftsschule für Mädchen. Sie war bei ihrer Gründung als private Institution durch den Likörfabrikanten Anton Riemerschmid und seinen Prokuristen Matthias Reischle 1862 die erste Handelsschule für Mädchen in Deutschland. Seit 1898 ist sie in städtischer Hand.

## Geschichte
Der frühere Handelslehrer aus Augsburg und damalige Prokurist der Likörfabrik von Anton Riemerschmid in München Matthias Reischle trat 1862 mit dem Vorschlag der Gründung einer Handelsschule für Mädchen an seinen Chef heran. Aufgrund seiner Erfahrungen im eigenen Betrieb war auch Riemerschmid im Gegensatz zu den meisten seiner Zeitgenossen überzeugt, dass Frauen für eine kaufmännische Tätigkeit geeignet waren. Er gründete zusammen mit seinem Prokuristen im selben Jahr eine Handelsschule in München unter dem Namen Handelslehranstalt für Frauenzimmer. Begründet wurde der Schritt mit der Notwendigkeit, Frauen einen neuen Tätigkeitsbereich zu eröffnen und ihnen damit ein höheres Einkommen und größere Unabhängigkeit zu ermöglichen.
Wie Reischle, Direktor von 1862 bis zu seinem Tod 1897, verzichteten auch andere Lehrkräfte auf eine Vergütung für geleisteten Unterricht; der Besuch der Schule war unentgeltlich. Der Unterricht in Kaufmännischem Rechnen, Buchführung, Wechsellehre, kaufmännischer Korrespondenz, französischer Sprache und Schönschrift war zunächst auf drei Jahre angelegt; praktische Erwägungen erlaubten jedoch nur eine zweijährige Ausbildung. Der Fächerkanon wurde noch um Stenografie erweitert; Englisch als Unterrichtsfach kam 1884 hinzu, Maschineschreiben 1894.
Die neue Schule war so erfolgreich, dass sie 1872 erweitert wurde und die Stadt einen Teil der Kosten übernahm. Unter anderem unter Verweis auf die Frauenfrage, den guten Ruf der Schule und den Bedarf an kaufmännischem Büropersonal erwirkte Georg Kerschensteiner 1898 nach dem Tode Reischles die Übernahme durch die Stadt als Städtische Riemerschmid-Handelsschule, nachdem eine Übernahme durch den Münchner Volksbildungsverein aus finanziellen Gründen gescheitert war. Die Schule sollte erweitert werden, so dass die folgenden höheren Kosten der Familie Riemerschmid nicht mehr zuzumuten waren. Als Stadtschulrat richtete Kerschensteiner die Schule als Weiterbildende Schule nach absolvierter Schulpflicht ein und erweiterte den Unterricht auf drei Jahre. Die Familie Riemerschmid leistete weiterhin einen finanziellen Beitrag. Dennoch wurde fortan ein Schulgeld erhoben, wie an städtischen Schulen dieser Art üblich. In Deutschland wurden mittlerweile weitere, auch private Lehranstalten gegründet, die damit warben, nach der „Riemerschmidschen Methode“ zu lehren, die es allerdings nach Kerschensteiners Ansicht nicht gab.
Nachdem sich die Unterrichtsräume zunächst im Hause Riemerschmid in der damaligen Kanalstraße und später im Rosental, danach in der von der Thann-Straße befunden hatten, wurde im Jahr 1901 das noch heute genutzte Schulhaus an der Frauenstraße bezogen. Ab 1904 unterhielt die Schule ein Lehrerseminar, das jedoch bereits 1909 wieder geschlossen wurde, da sich die angebotene einjährige Ausbildung als unzureichend erwies. Im Jahr 1931 erhielt die Riemerschmid-Handelsschule die Berechtigung, die Prüfung zur Mittleren Reife abzunehmen. Ein erstes Übungskontor wurde 1937 eingerichtet. Im Zweiten Weltkrieg wurde die Schule schwer beschädigt, noch bis 1958, bis zur Übernahme eines benachbarten Berufsschulgebäudes an der Westenriederstraße, mussten Schulhäuser anderer Schulen in Anspruch genommen werden.
Seit 1973 trägt die Schule ihren heutigen Namen. Im gleichen Jahr wurde der EDV-Unterricht aufgenommen, der seit 1976 an elektronischen Rechnern praktisch erfolgt; ein Sprachlabor folgte 1977. Die Übungsfirma Anton Riemerschmid GmbH, Getränkegroßhandel wurde 1982 gegründet, 1985 absolvierten die ersten Teilnehmerinnen die IHK-Prüfung für Bürogehilfinnen und erhielten damit neben dem mittleren Schulabschluss eine abgeschlossene Berufsausbildung; in der Bundesrepublik Deutschland hatte die Riemerschmid-Schule damit erneut eine Vorreiterrolle inne.
Für das Projekt „Ehrenamt in betreuten Einrichtungen“ erhielt die Schule mehrere Auszeichnungen, unter anderem den Wirtschaftsschul-Sonderpreis 2005 und den Bürgerkulturpreis 2005 vom Präsidenten des Bayerischen Landtags. Das Projekt „Jüdisches Leben in München“ wurde mit dem History Award 2007 ausgezeichnet. Im Planspiel Börse erreichten die Schülerinnen 2006 den ersten Platz und 2010 den dritten Platz.
Seit 2017 ist die Schulfamilie der Städtische Riemerschmid-Wirtschaftsschule eine „Schule ohne Rassismus – Schule mit Courage“. Frau Bürgermeisterin Christine Strobl hat die Patenschaft für dieses Schulprofil inne.
Ab Anfang 2019 wurde vom Referat für Bildung und Sport die Schulleitung in Personalunion für beide städtischen Wirtschaftsschulen (Riemerschmid-Wirtschaftsschule und Friedrich-List-Wirtschaftsschule) geschaffen.

## Direktoren der Schule
- Matthias Reischle 1862–1897
- August Weiss 1898–1924
- Ludwig Reicherl 1924–1945
- Hans Hürmer 1946–1949
- Max Weiß 1949–1950
- Hermine Maier 1950–1957
- Valentin Billmayer 1957–1973
- Auguste Zrenner 1973–1977
- Josef Hofstetter 1977–1995
- Gundula Amberg 1995–2000
- Karl Andreas Handfest 2001–2011
- Heidemarie Valentiner 2011–2020
- Manuela Baumgart 2022–

## Gebäude und Lage
Das Schulhaus befindet sich im Zentrum Münchens, nahe Isartor zwischen Frauen- und Westenriederstraße. Die vierflügelige Anlage mit kleinem Innenhof steht nach drei Seiten frei. Robert Rehlen errichtete das Gebäude in barockisierendem Jugendstil in den Jahren 1900 und 1901; es steht unter Denkmalschutz. 1978 wurden die Schulgebäude einer ersten Generalsanierung unterzogen, 2012–2016 erfolgte die zweite Generalsanierung sowie die Neugestaltung u. a. von allen Klassen- und Fachräumen, inklusive einer modernen, hochwertigen Medienausstattung.

## Angebotene Schulzüge
Der Übertritt an eine Wirtschaftsschule ist auch nach der 5. Klasse der Mittelschule und später möglich. Vier Züge werden an der Riemerschmid-Schule angeboten:
- Fünfjährige Wirtschaftsschule: Übertritt nach der 5. oder 6. Klasse
- Vierjährige Wirtschaftsschule: Übertritt nach der 6. oder 7. Klasse
- Dreijährige Wirtschaftsschule: Übertritt nach der 7. oder 8. Klasse
- Zweijährige Berufsfachschule für Wirtschaft: Übertritt nach der 9. Klasse mit Mittelschulabschluss / Qualifizierendem Mittelschulabschluss.

In die Wirtschaftsschule können auch Schülerinnen aus dem Gymnasium, aus der Realschule oder aus der Mittelschule-M-Zweig übertreten.

## Sprachen und Wahlfächer
Neben Englisch als Pflichtfach können die Schülerinnen zwischen Französisch, Spanisch und Italienisch als zweite Sprache wählen. Als weitere Wahlfächer werden geboten: Schule ohne Rassismus-Schule mit Courage, Schulbücherei, Medienkompetenz, Theater & Kultur, Erasmus sowie Fitness.

## Projekte, Preise und Internationale Partnerschaften
Das fächerübergreifende Projekt ÜSA (Übergang Schule-Arbeitswelt) bereitet die Schülerinnen intensiv auf die Berufswahl und Bewerbung vor. Professionelle Partner stehen der RWS zur Seite: NaturTalent Stiftung, Referenten aus der Verwaltung & Wirtschaft, Arbeitsagentur und (jährlich wechselnde) kooperierende Ausbildungsfirmen.
Ganz im Zeichen Europas nimmt die Riemerschmid-Wirtschaftsschule seit 2004 an bedeutenden EU-Projekten (Leonardo da Vinci, Comenius, Grundtvig) teil und pflegt Schulpartnerschaften mit verschiedenen europäischen Schulen. Seit 2017 wird ein erfolgreiches Erasmus-Programm mit Bildungspartnern auf Malta durchgeführt.

## Außerunterrichtliches und Soziales
Bereits seit 1947 besitzt die Schule eine Schülermitverwaltung, die Schülerzeitung Die Riemerschmide erschien von 1951 bis 1983. Andere Schülerzeitungen folgten diesem Vorbild.
Ein Sozialteam kümmert sich um Sorgen von Schülerinnen. Neben Beratungs- und Verbindungslehrkräften gibt es als Ansprechpartnerinnen für Probleme eine Schulpsychologin, zwei Sozialpädagoginnen, eine Mädchenbeauftragte sowie eine Familienbeauftrage.
Die Heinrich-Riemerschmid-Stiftung und die Bernhard-Borst-Stiftung verleihen jährlich Geldpreise an die besten Absolventinnen. Bedingung für die Preise sind neben herausragenden Schulleistungen ein sehr lobenswertes Verhalten. Zwischen den beiden Stiftungen und der Schule bestehen enge Verbindungen: Während die Schule ihre Gründung und ihren Namen dem Hause Riemerschmid verdankt, war Erna Borst damals selbst beste Preisschülerin der „Riemerschmidschen Handelsschule“ und später die Ehefrau des bekannten Architekten und Erbauers der Borstei (Bernhard Borst).